# 基列马雷
基列马雷（羅馬化：Kilemary）是俄罗斯马里埃尔共和国的市级镇、基列马雷区行政中心，地处马里埃尔共和国西北部，在共和国首府约什卡尔奥拉西北方。伏尔加河流域内大科克沙加河一支流大昆德什河从该地西约2公里处流过。
该地2021年人口有3,860人；2010年人口4,073；2002年人口3,951；1989年人口4,112。